# جهاز التصنيع العسكري (ليبيا)
جهاز التصنيع العسكري الليبي هو جهاز يتبع وزارة الدفاع الليبية تأسس سنة 1978 لتوفير جزء من حاجات المؤسستين العسكرية و الأمنية في ليبيا تتبعه مجموعة من المجمعات الميكانيكية و الكيميائية يقع المقر الرئيسي للجهاز في منطقة المنصورة طرابلس

## المجمعات التابعة له
- مجمع بني وليد الصناعي

- مجمع كعام الصناعي

- مجمع اسبيعة الصناعي
- مجمع تمنهنت لصيانة و تطوير الطائرات
- مركز الصناعات الميكانيكية
- مركز الصناعات الكيميائية
- الثانوية الصناعية بني وليد

## المنتجات
- المنتجات العسكرية :

1. بندقية كلاشنكوف أخمص خشبي
2. بندقية كلاشنكوف ( أخمص معدني و خشبي قابل للطي )
3. مسدس الجالط ( ماكاروف ) سمي باسم الجالط تخليدا لذكرى مجاهد ليبي
4. رشاش الأغراض العامة
5. مسدس 9 مللي

- المنتجات غير العسكرية :

1. الموقد السفري
2. المدفأة الكهروزيتية
3. حضّانة البيض
4. إشارات المرور
5. الأثاث المعدني
6. قطع الغيار